# 喬治亞灣

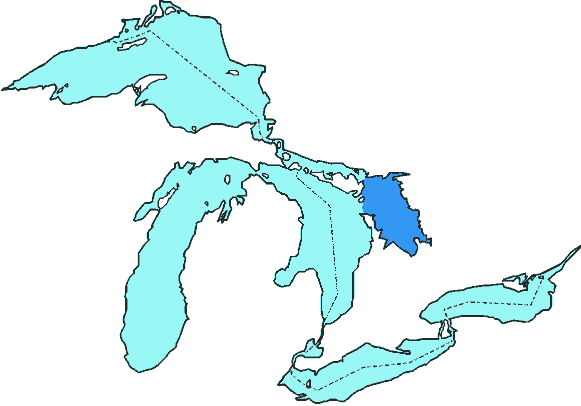
五大湖的地图，著色部分是乔治亚湾的主体。

乔治亚湾是一个在加拿大安大略休伦湖的一个湾，主体位于大萨德伯里市（Greater Sudbury）布鲁斯半岛以北、柯灵伍德市（Collingwood）以南。乔治亚湾北面的航道向西伸延至圣玛利市（Sault Ste. Marie）附近的圣约瑟岛（St. Joseph Island）；其主要航道把马尼图林岛（Manitoulin Island）从布鲁斯半岛分开，并连接乔治亚湾与休伦湖的其余部分。